# Metal Gear 2: Solid Snake
Metal Gear 2: Solid Snake – kontynuacja popularnej gry skradankowej z 1987 roku Metal Gear. Gracz ponownie wciela się w postać Solid Snake'a, który tym razem ma za zadanie uratować dr. Kio Marva, wynalazcę nowego paliwa z opresji w militarnej nacji Zanzibarland mającej zamiar użyć tego zasobu w terrorystycznych celach.

## Opis fabuły

### Wydarzenia w Zanzibar Landzie
Rok 1999, świat miota się w wyniku kryzysu paliwowego. Rzeczą oczywistą było, iż złoża ropy naftowej wyczerpią się wcześniej czy później – dokładnie: wcześniej, niż się spodziewano. Niestety, konstrukcje alternatywnych źródeł energii są niewystarczające, a budowa takiego, które mogłoby przynieść rozwiązanie problemu, jest daleka od ukończenia. Ceny ropy naftowej strzeliły w górę, rynki odpowiedziały chaosem. Jednakże wynalazek jednego człowieka może zmienić całą sytuację.
Dr Kio Marv, Czech, genialny biolog, wynalazł OILIX – mikroorganizm przetwarzający ropę naftową na pełnowartościowe paliwo. Zysk jest oczywisty – rafinerie stają się zbędne. Cały świat napełnia się nadzieją na zażegnanie kryzysu paliwowego.
Podczas gdy uwaga całego świata zwrócona jest na OILIX, Dr Marv zostaje uprowadzony w tajemniczych okolicznościach. Wybucha międzynarodowy skandal i natychmiast rozpoczyna się śledztwo w tej sprawie. Dość szybko pojawia się pierwszy podejrzany – Zanizbar Land.
Zanzibar Land (ZL) to demokratyczno-militarny reżim, który nagle się pojawił w Azji w 1997 r. W czasie zawiązywania się ZL armia WNP, wysłała swoich ludzi, aby stłumili powstanie ZL. Jednak Zanzibar Land przetrwał atak, w krótkim czasie zgromadził najlepszych najemników z całego świata. Armia WNP odniosła wiele porażek, wkrótce Zanzibar ogłosił swoją niepodległość. Przez aktywny udział najemników w tych walkach, wojna ta znana była pod nazwą wojny najemników. A ZL został zakwalifikowany do państw niestabilnych militarnie.
Według najnowszych informacji Zanzibar wszedł w posiadanie broni nuklearnej. Scenariusz całej sytuacji stał się więc jasny: poprzez uzyskanie OILIX'u i broni nuklearnej Zanzibar Land chce objąć ekonomiczną i militarną władzę w świecie. W obawie przed tymi wydarzeniami, USA powołały pułkownika Roya Campbella, dowódcę specjalnej jednostki FOX-HOUND, aby ten odbił Dra Marva i zapobiegł dalszej eskalacji kryzysu.
Campbell wzywa Solid Snake'a, człowieka, który w pojedynkę przedostał się i zniszczył przed czterema latami podobną konstrukcję – Outer Heaven. Zadaniem Snake'a jest uratowanie Marv'a i zdobycie danych technicznych dotyczących OILIX. Plany te jednak szybko podlegają weryfikacji.

## Postacie

### Pierwszoplanowe

#### Solid Snake
Solid Snake – człowiek, który zniszczył Metal Gear'a i Oh, pokazując tym samym, że nie jest już rekrutem. Wszyscy podziwiali go za to, czego dokonał. Teraz znów zostaje wezwany, aby zbadać ostatnie wydarzenia w Zanzibar Landzie. Postać pojawiła się również w Super Smash Bros. Brawl, jednak była ukryta.

#### Roy Campbell
Drugi dowódca FH, którym został po pokonaniu przez Snake'a Big Bossa. To on prosi Snake'a, aby ten wyruszył do Zanzibar Landu. Głównodowodzący podczas misji Snake'a.

#### Kio Marv
Z pochodzenia Czech. Wynalazca mikroorganizmu zdolnego zmieniać ropę naftową w pełnowartościowe paliwo – OILIX. Porwany przez ludzi z ZL. Snake musi uratować Marva oraz odzyskać plany OILIX'u.

#### Big Boss (Venom Snake i Naked Snake)
Były dowódca Fox Hound. Big Boss, który okazał się być dowódcą zbrojnej fortecy OH, stoczył walkę ze Snake'iem, w której zwycięskim okazał się ten ostatni. Po tych wydarzeniach Big Boss znika bez śladu.

### Drugoplanowe

#### Gray Fox
Były mentor Snake'a. Zdradził go w OH, po zniszczeniu fortecy dołączył do Big Bossa znikając wraz z nim. Na wyspie Shadow Moses (MGS) pojawia się jako tajemniczy Cyborg Ninja. Posiada Stealth Camouflage, egzoszkielet i miecz Ninja-to, którym odbija kule.

#### George Kessler
Były negocjator. Ekspert w sprawach dotyczących najemników i fortecy Zanzibar Land.

#### Yozef Norden
Były członek Zanzibaru. Z wykształcenia biolog – służy radą w sprawach fauny i flory ZL.

#### McDonnel Miller/Kazuhira Miller
Członek FoxHound. Prowadzi w nim ćwiczenia z zakresu sprawności i survivalu. Bardzo wymagający dla swoich podopiecznych.

#### Pettrovich Madnar
Naukowiec, znany z pierwszej części MG. Projektant maszyny zniszczenia: Metal Gear. Po wydarzeniach z OH uważany za szaleńca został odizolowany. Teraz nie bez powodu znów ucieka się do nowej zbrojnej fortecy.

#### Natasha Markova
Kobieta pochodzenia czeskiego. Była łyżwiarka. Została porwana razem z Marvem, którego miała eskortować aż do USA.

#### Holly White
Dziennikarka, pragnąca zdać relacje z sytuacji, która działa się w Zanzibar Landzie.

#### Charlie
Pilot helikoptera, którym Snake miał być przerzucony do Zanzibar Landu.

### Running Man
Były członek francuskiej grupy terrorystycznej. Jest najszybszym człowiekiem na świecie (przynajmniej sam tak twierdzi).

### Red Blaster
Były członek Specnazu. Ekspert od ładunków wybuchowych.

### Black Color
Ninja. Uczestniczył w jednym z programów NASA, po jego likwidacji zbiegł do Zanzibaru.

### Predator
Członek grupy RCS. Specjalista od zasadzek i rozpoznania.

### Ultra Box
Grupa czterech najemników działających zawsze razem. Eksperci w walce na krótki i średni dystans.

### Night Sight
W celu uniknięcia wykrycia używa najnowszych technologii (zawodzi nawet radar), przez co wszelki kontakt z nim jest wyjątkowo niebezpieczny.